# Cinema Futures
Cinema Futures es un documental de historia de 2016, dirigido y escrito por Michael Palm, que también se encargó de la musicalización, en la fotografía estuvo Joerg Burger y el elenco está compuesto por David Bordwell, Christopher Nolan y Martin Scorsese, entre otros. Esta obra fue realizada por Mischief Films y se estrenó el 2 de septiembre de 2016.

## Sinopsis
Este documental se sitúa en distintas locaciones del mundo y junto con reconocidos directores de cine, curadores de museos y demás especialistas, se dramatiza como serán las obras cinematográficas en los tiempos venideros.